# Innocence & Instinct
Albums de Red
End of Silence
(2006) Until We Have Faces
(2011)
Singles
1. Fight Inside
Sortie : 26 octobre 2008
2. Death of Me
Sortie : 18 décembre 2008
3. Start Again
Sortie : 9 novembre 2009
4. Ordinary World
Sortie : 1er février 2010

Innocence & Instinct est le second album du groupe de Rock chrétien Red. Publié sous le label de Sony et coproduit par Rob Graves et Jason McArthur. Benjamin Burnley, le chanteur du groupe Breaking Benjamin a également participé à l'album en aidant à sa composition et en écrivant les paroles de Shadows. L'album a été un succès énorme pour le groupe, se hissant à 15e place du Billboard 200 et en s'écoulant à 250 000 disques vendus en 2011.
Succès auprès des milieux gospels. L'album a été nommé aux Grammy Awards de 2009 comme meilleur album gospel. Contrairement à son prédécesseur, 'Innocence & Instinct est plus ouvert avec des paroles très grunge comme sur Fight Inside, Shadows ou Death of Me. Ordinary World est une reprise du groupe de Pop rock, Duran Duran.

## Liste des pistes
| No  | Titre                              | Durée |
| --- | ---------------------------------- | ----- |
| 1.  | Fight Inside                       | 4:08  |
| 2.  | Death of Me                        | 4:17  |
| 3.  | Mystery of You                     | 3:47  |
| 4.  | Start Again                        | 4:27  |
| 5.  | Never be The Same                  | 3:49  |
| 6.  | Confession (What’s Inside My Head) | 2:44  |
| 7.  | Shadows                            | 3:20  |
| 8.  | Ordinary World                     |       |
| 9.  | Out From Under                     | 3:59  |
| 10. | Take It All Away                   | 5:42  |

## Crédits
- Michael Barnes - Chant
- Jasen Rauch - Guitare rythmique, chœurs
- Anthony Armstrong - Guitare solo, chœurs
- Randy Armstrong - Basse, chœurs
- Hayden Lamb - Batterie
- Joe Rickard - Batterie (en remplacement du fait de l'état de santé de Hayden Lamb)